# Nicolae Lackfi
Nicolae Lackfi a fost voievod al Transilvaniei între 1367 și 1368.
El se trăgea din familia nobiliară Lackfi.

## Campania din Țara Românească
În 1368, din ordinul regelui Ludovic I al Ungariei, Nicolae Lackfi a condus o expediție în Țara Românească, dar fără succes, fiind înfrânt de pârcălabul cetății Dâmbovița, Dragomir.